# 海上自衛隊第4航空群
第4航空群（だいよんこうくうぐん、JMSDF Fleet Air Wing 4）是日本海上自衛隊航空集團隶下的航空部队（航空群）之一，驻扎在神奈川县绫瀬市厚木海軍航空基地。

## 沿革
- 1962年（昭和37年）9月1日 - 在下總航空基地组建「第4航空群」。编入第1航空群第3航空队隶属下。
- 1963年（昭和38年）3月15日 - 编入第2航空群第51航空队隶属下。

5月6日 - 编入第3航空群第14航空队下。
- 1968年（昭和43年）6月26日 - 组建硫磺岛航空基地分遣队以及南鸟岛航空派遣队。
- 1971年（昭和46年）6月25日 - 组建厚木航空基地分遣队。
- 1973年（昭和48年）10月16日 - 厚木航空基地分遣队解散。12月25日驻地转移至厚木航空基地。
- 1981年（昭和56年）7月15日 - 第14航空队解散。
- 1983年（昭和58年）3月30日 - 新组建第6航空队。
- 1992年（平成4年）4月 - 硫磺岛航空基地分遣队改称为硫磺岛航空基地队。
- 2008年（平成20年）3月26日 - 隶属下部队再编。第6航空队以及厚木救难飛行队被废除，转而组建为硫磺岛救难飛行队。
- 2009年（平成21年）5月28日 - 为了应对索马里海盗而从吉布提派遣2架P-3C巡逻机执行任务。
- 2018年（平成30年）12月20日 - 海上自衛隊第4航空群所属的P-1海上巡邏機（厚木海军航空基地）在能登半岛外的日本海海域，在数分钟内被韩国海军广开土大王号（DDH-971）艦載火控雷达鎖定（英语：Radar lock-on）雷达多次瞄准[1][2]。事件发生的现场在日本的专属经济区内，离争议岛屿独岛有一定距离[3]。日本防卫省在照射事件发生之后，用无线电询问韩国一方的意图，但没有得到回答[4]。

## 司令部編成
司令部驻扎在厚木航空基地。
- 群司令
- 首席幕僚
  - 幕僚
  - 副官

另参见自衛艦隊#司令部編成

## 部队编成
- 第3航空队（厚木航空基地）
  - 队本部
  - 第31飞行队・第32飞行队：P-1（"SEA EAGLE"）
  - 第3列线整备队

- 第4整备补给队（厚木航空基地）
  - 队本部
  - 第4航空机整备队
  - 第4电子整备队
  - 第4武器整备队
  - 第41检查队
  - 第42检查队
  - 第4补给队

- 厚木航空基地队（厚木航空基地）
  - 队本部
  - 厚木管理队
  - 厚木警卫队
  - 厚木运航队
  - 厚木経理队
  - 厚木厚生队
  - 厚木航空卫生队

- 硫磺岛航空基地队（硫磺岛航空基地）
  - 队本部
  - 硫磺岛管理队
  - 硫磺岛运航队
  - 硫磺岛补给队
  - 硫磺岛航空卫生队
  - 南鸟岛航空派遣队（南鸟岛航空基地）

## 歷任群司令
| 代 | 姓名       | 在任期间                | 出身校・期                 | 前职                               | 后职                                          |
| -- | ---------- | ----------------------- | -------------------------- | ---------------------------------- | --------------------------------------------- |
|    | 肥田真幸   | 1970.7.16 - 1971.7.4    | 海兵67期                   | 航空集团司令部幕僚长               | 第1航空群司令                                 |
|    | 重野正夫   | - 1981.6.30             | 海兵75期                   |                                    | 教育航空集团司令官                            |
|    | 古闲健一郎 | 1981.7.1 - 1983.1.19    |                            |                                    | 航空集团司令部付 →1983.2.16教育航空集团司令官 |
|    | 东山収一郎 | 1983.1.20-1984.1.16     | 东京水产大学 55外・4期干候 | 海上幕僚监部防卫部长               | 自卫舰队司令部幕僚长                          |
|    | 寺井爱宕   | 1984.1.17 - 1985.6.30   |                            |                                    | 教育航空集团司令官                            |
|    | 齐藤又三郎 | 1985.7.1 - 1987.7.6     |                            |                                    | 统合幕僚会议事务局第2幕僚室长                 |
|    | 仲摩彻弥   |                         | 防大10期                   | 第5航空群首席幕僚                  | 统合幕僚会议事务局第4幕僚室长                 |
|    | 荒川尧一   | 1999.3.29 - 2001.3.26   | 防大16期                   |                                    |                                               |
|    | 赤星庆治   | 2001.3.27 - 2002.3.21   | 防大17期                   | 海上幕僚监部监理部総务课长         | 海上幕僚监部监理部长                          |
|    | 志贺洋介   | 2002.3.22 - 2003.3.26   | 防大16期                   |                                    | 第1航空群司令                                 |
|    | 仲井隆夫   | 2003.3.27 - 2005.1.12   | 防大15期                   | 第21航空群司令                     | 退职                                          |
|    | 小川幸一   | 2005.1.12 - 2007.12.2   | 防大19期                   | 第51航空队司令                     | 统合幕僚学校副校长                            |
|    | 高桥和男   | 2007.12.3 - 2009.7.21   | 防大19期                   | 统合幕僚学校副校长                 | 退职                                          |
|    | 佐藤诚     | 2009.7.21 - 2011.8.4    | 防大26期                   | 海上幕僚监部人事教育部人事计画课长 | 海上幕僚监部监察官                            |
|    | 菊地聪     | 2011.8.5 - 2012.7.25    | 防大28期                   | 航空集团司令部幕僚长               | 统合幕僚学校副校长                            |
|    | 森田義和   | 2012.7.26 - 2014.8.4    | 防大30期                   | 航空集団司令部訓練主任幕僚         | 航空集団司令部幕僚長                          |
|    | 二川達也   | 2014.8.5 - 2016.6.30    | 防大32期                   | 大湊地方総監部幕僚長               | 海上自衛隊幹部学校副校長                      |
|    | 松本 完    | 2016.7.1 - 2017.12.19   | 防大35期                   | 海上幕僚監部人事教育部人事計画課長 | 航空集団司令部幕僚長                          |
|    | 金嶋浩司   | 2017.12.20 - 2019.12.19 | 防大36期                   | 海上幕僚監部人事教育部人事計画課長 | 第5航空群司令                                 |
|    | 平木拓宏   | 2019.12.20 - 2021.3.25  | 防大33期                   | 第51航空隊司令                     | 第31航空群司令                                |
|    | 金山哲治   | 2021.3.26 -             | 防大38期                   | 海上幕僚監部人事教育部厚生課長     |                                               |